# دانة المساعيد
دانة المساعيد (3 أكتوبر 2001 -)، ممثلة أردنية ولدت وعاشت في الكويت. بدأت مشوارها الفني عام 2009 خلال البرنامج الكوميدي طول بالك مع الفنان طارق العلي.

## حياتها
انفصل والداها وهي لا تزال طفلة وعاشت حياة متقلبةً والدتها تحمل الجنسية الكويتية بالتجنس على زوجها الثاني (مادة ثامنة)، فقد قام عائلة والدها بأخذها بالقوة، لكنها استطاعت العودة لوالدتها مرة أخرى من خلال القانون، درست الحقوق وغابت عن الساحة الفنية لانشغالها بالدراسة لتعود للتمثيل لاحقاً إنتقلت بعدها للعيش في دولة الإمارات بعدما قضت عشرين عاماً في الكويت

### زواجها
في أكتوبر 2021 أعلنت زواجها من رجل الأعمال الإماراتي «ناصر المهيري»

## تهديدها بالقتل
في سبتمبر 2021 أعلنت عن تهديدات طالتها وطالت والدتها بالقتل وهدر دمها من قبل عائلة والدها في الأردن وقالت 
 مطالبة الحكومية الإماراتية وسفارة المملكة الأردنية في الإمارات مكان إقامتها بالتدخل ومد يد العون لها

## أعمالها

### في التلفزيون
| سنة الإنتاج | اسم المسلسل                                 | الشخصية |
| ----------- | ------------------------------------------- | ------- |
| 2009        | طول بالك - برنامج كوميدي.                   |         |
| 2011        | بنات الثانوية.                              | لولوة   |
| 2012        | بنات الجامعة.                               |         |
| 2015        | الجدة لولوة.                                | أشواق   |
| 2015        | لك يوم.                                     | سجى     |
| 2016        | حريم أبوي.                                  | لولوة   |
| 2016        | الي ماله أول.                               | راوية   |
| 2016        | بعد النهاية.                                | نورا    |
| 2016        | للوطن عزوة: سالفتي بالغزو - سهرة تلفزيونية. |         |
| 2021        | عود حي                                      | شرينة   |
| 2021        | درب الهوى                                   |         |
| 2022        | من الحرملك                                  | حلا     |

### في المسرح
| سنة الإنتاج | المسرحية   | الشخصية |
| ----------- | ---------- | ------- |
| 2018        | حالة وفاة  |         |
| 2016        | ساعة موريس | شيرا    |

### في السينما
| سنة الإنتاج | الفيلم               | الشخصية |
| ----------- | -------------------- | ------- |
| 2017:       | اوفيه - فيلم وثائقي. |         |

## روابط خارجية
- دانة المساعيد على موقع قاعدة بيانات الأفلام العربية